# لافتة احتجاجية

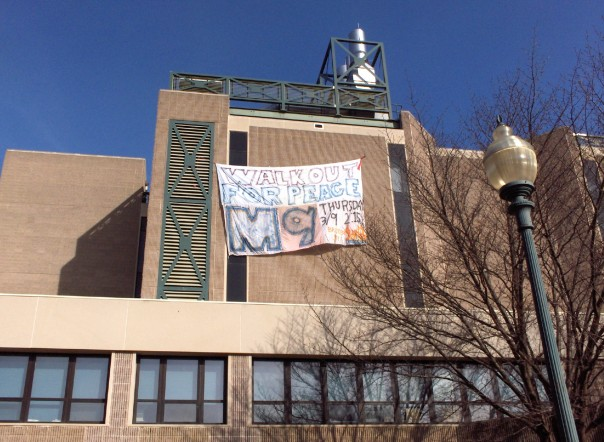

اللافتة الاحتجاجية هي عبارة عن لوحة إعلانية أو دعائية مصنوعة بشكل عام من القماش، البلاستيك أو أية مادة أخرى بشكل أفقي أو عامودي مكتوب عليها موضوع أو رسالة، أو بشكل عام للدلالة على شيء ما.
إن اللافتة الاحتجاجية ببساطة هي كتابة رسالة للمطالبة بشيء ما على قطعة قماش أو بلاستيك أو أية مادة أخرى، وتكون عادة بقياس يمكن مشاهدتها من مسافة معينة.
توجد فروقات شكلية بين اللافتة والراية في الإنترنت، وتوجد أيضا عناصر مهمة ومختلفة تماماً. ما تتطلبه اللافتة يعتمد في النهاية على حاجة المتلقي.
البانر (الكلمة) لها عدة معاني ومفاهيم حسب نص الموضوع. يمكن مشاهدة اللافتة في اجتماع سياسي أو في اجتماعات المقاطعة. تستخدم اللافتات في المسيرات، حفلات الزواج واحتفالات المناسبات السنوية. وتستخدم أيضاً في مواقع البناء مبينة اسم المقاول وطبيعة البناء. وغالباً ما تتم مشاهدتها في الأحداث الرياضية على اختلاف أنواعها. مسيرات الاعتراض دائماً تحمل لافتات تبين طبيعة الاعتراض. وتتم مشاهدتها أيضاً في الجنازات، لأنها لا تخطر على البال بسهولة.
يمكن صنع اللافتة يدوياً، بواسطة آلة أو بواسطة مجموعة ألات. التحية يمكن أن تكون بلون معين وكذلك بقية النص. يمكن أن يكون بعدة ألوان مع بعض الأشكال وعدة أحجام للخط. هذا ما يدل على شخصية رياضية في اللافتة. تكون اللافتة من هذا النوع معلقة في مكان مرئي، مثلاً على الجزء الخلفي من جدار معرض ما أو على جانب المبنى. تُصنع من الفينيل مع فتحات لمرور الهواء من خلالها. والتنوع الذي يمكن أن نراه في اللافتات هو الإعلانات على جوانب الحافلات المصنوعة بنفس طريقة لافتات المعارض. ما عدا في حالتنا هذه، فهي مطبوعة على فينيل مع لاصق من الخلف. إذن فإن التحية تكون على جانب إحدى الحافلات، وتكون الأرضية من الخشب أو المعدن لتسمح بالتصاقها.
وشبيها بلافتات الحافلات، يمكن مشاهدتها في أعلى سيارات الأجرة وسيارات التوزيع، إن تلك الإعلانات لا تعتبر مقياساً للافتات، لكنها صنعت بنفس الطريقة لنشرها للعامة. وقد تكون مطبوعة على قطعة من الألمنيوم القاسي أو البلاستيك المقوى.
وتعني اللافتة في الإنترنت الضغط على إعلانات معينة موجودة على الويب سايت أو على صفحات الويب المختلفة. يمكن لهذه اللافتات أن تكون ثابتة أو عبارة عن رسالة تتغير كل بضعة ثواني. ومن السهل تغيير الرسالة لأن النص هو فقط جزء من الفترة الزمنية. وهذا شائع في المواقع الإلكترونية ذات العلاقة. إذا قام المشاهد بالضغط على لافتات الإنترنت، سوف يتم نقله إلى الموقع الإلكتروني المطلوب. وتكون هذه الإعلانات في أعلى درجة مصاريف الدعاية على الإنترنت. معظم المواقع الألكترونية المختلفة تحدد رقم إعلانات اللافتات الموجودة على صفحة البداية، وهذا التحديد هو أحد الأسباب لكي تستطيع المواقع الإلكترونية قبض أجورها من تلك الإعلانات.

## إعداد وعرض اللافتات
تكون لافتات الاحتجاج في المقدمة وتأخذ شكل عصي مربوطة أو ملصقة على قطعة قماش أو بلاستيك، محمولة بواسطة المتظاهرين أثناء التظاهرات، وتكون عادة محمولة بواسطة المشاركين الأكثر بروزاً، ويمكن تثبيتها أيضا على الجدران وبين الأشجار أو أماكن ثابتة ليتمكن من قراءتها أي شخص يمر بقربها. وكطريقة فنية، فإن راية الاعتراض يمكن تصميمها أو أحياناً تكون عبارة عن شعار مرشوش بواسطة دهان الرذاذ على قطعة من القماش أو الكرتون. ومن المعتاد استخدام أحرف ذاتية الالتصاق يتم تثبيتها على قطعة ما.